# Short track vid olympiska vinterspelen 2010

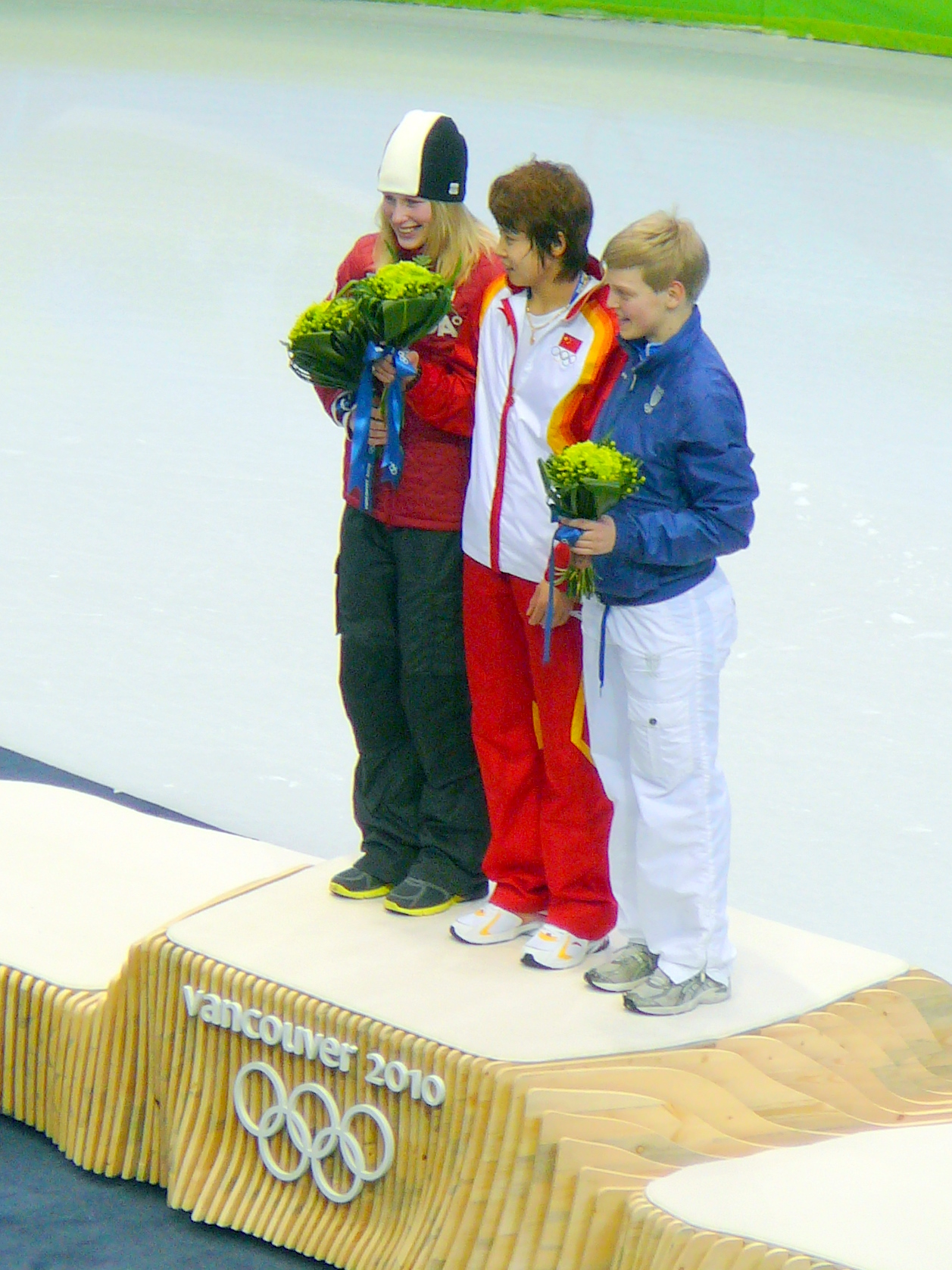
Prisutdelning.

Tävlingarna i short track vid de olympiska vinterspelen 2010 hölls mellan den 13 och 26 februari 2010 i Pacific Coliseum, Vancouver, Kanada.

## Medaljligan
| Pl. | Nation   | Guld | Silver | Brons | Totalt |
| --- | -------- | ---- | ------ | ----- | ------ |
| 1   | Kina     | 4    | 0      | 0     | 4      |
| 1   | Sydkorea | 2    | 4      | 2     | 8      |
| 3   | Kanada   | 2    | 2      | 1     | 5      |
| 4   | USA      | 0    | 2      | 4     | 6      |
| 5   | Italien  | 0    | 0      | 1     | 1      |

## Grenar

### Herrar
| Gren                           | Guld                                                                                            | Guld     | Silver                                                                 | Silver   | Brons                                                             | Brons    |
| 500 meter Detaljer...          | Charles Hamelin Kanada                                                                          | 40,981   | Sung Si-Bak Sydkorea                                                   | 41,340   | François-Louis Tremblay Kanada                                    | 46,366   |
| 1000 meter Detaljer...         | Lee Jung-Su Sydkorea                                                                            | 1.23,747 | Lee Ho-Suk Sydkorea                                                    | 1.23,801 | Apolo Ohno USA                                                    | 1.24,128 |
| 1500 meter Detaljer...         | Lee Jung-Su Sydkorea                                                                            | 2:17,611 | Apolo Ohno USA                                                         | 2:17,976 | J.R. Celski USA                                                   | 2:18,053 |
| Stafett 5000 meter Detaljer... | Charles Hamelin François Hamelin Olivier Jean François-Louis Tremblay Guillaume Bastille Kanada | 6:44,224 | Kwak Yoon-Gy Lee Ho-Suk Lee Jung-Su Sung Si-Bak Kim Seoung-Il Sydkorea | 6:44,446 | J. R. Celski Travis Jayner Jordan Malone Apolo Ohno Simon Cho USA | 6:44,498 |

### Damer
| Gren                           | Guld                                          | Guld     | Silver                                                              | Silver   | Brons                                                                           | Brons    |
| 500 meter Detaljer...          | Meng Wang Kina                                | 43,048   | Marianne St-Gelais Kanada                                           | 43,707   | Arianna Fontana Italien                                                         | 43,804   |
| 1000 meter Detaljer...         | Meng Wang Kina                                | 1:29,213 | Katherine Reutter USA                                               | 1:29,324 | Park Seung-Hi Sydkorea                                                          | 1:29,379 |
| 1500 meter Detaljer...         | Zhou Yang Kina                                | 2:16,993 | Lee Eun-Byul Sydkorea                                               | 2:17,849 | Park Seung-Hi Sydkorea                                                          | 2:17,927 |
| Stafett 3000 meter Detaljer... | Sun Linlin Meng Wang Zhang Hui Zhou Yang Kina | 4:06,610 | Jessica Gregg Kalyna Roberge Marianne St-Gelais Tania Vicent Kanada | 4:09,137 | Allison Baver Alyson Dudek Lana Gehring Katherine Reutter Kimberly Derrick* USA | 4:14,081 |

   * Deltog inte i finalen, men fick medalj.
- Wikimedia Commons har media som rör Short track vid olympiska vinterspelen 2010.